# Thomas Sydenham
Thomas Sydenham (Wynford Eagle, Dorset, 10 de setembre de 1624 - Londres, 29 de desembre de 1689) va ser un metge anglès.
Va estudiar a Oxford i va exercir el seu ofici de metge a Londres. Sent premiat com el representant més destacat de la medicina anglesa, fou anomenat l'Hipòcrates anglès. El seu treball es va caracteritzar per ser sempre d'estret contacte amb el pacient, consagrant-se més a l'estudi dels símptomes que al de les teories mèdiques.
Gràcies a ell se li deu la descripció de la corea aguda infantil (corea de Sydenham). Va escriure observacions mèdiques sobre la història i curació de les malalties agudes (1676).

Opera medica

El 1680 va dir: "Dels remeis que donat Déu a l'Home per alleujar el seu sofriment, cap és tan universal i eficaç com l'opi"